# Дудучава Маміа Йосипович
Мамія Йосипович Дудучава (груз. მამია იოსების ძე დუდუჩავა; нар. 1 (14) серпня 1910, Квемо Хеті, Кутаїська губернія — пом. 5 травня 1980, Тбілісі, Грузинська РСР) — радянський грузинський літературознавець і мистецтвознавець; ректор Тбіліської державної академії мистецтв (1948—1952), доктор наук (1960), професор (1963), заслужений діяч мистецтв Грузинської РСР (1965).

## Біографія
Народився Маміа Дудучава в 1910 (або 1911) році в Кутаїської губернії.
У 1931 році закінчив факультет грузинської мови і літератури Інституту педагогіки імені Олександра Пушкіна, створеного в 1930 році на базі педагогічного факультету Тбіліського університету.
З 1944 по 1947 рік був директором Театру опери та балету імені Паліашвілі, а з 1948 по 1952 рік очолював на посаді ректора Тбіліську державну академію мистецтв.
З 1952 року працював старшим науковим співробітником Інституту грузинської літератури імені Шота Руставелі Академії наук Грузинської РСР.
Архів вченого зберігається в Російському державному архіві літератури і мистецтва (РДАЛМ).